# Diamond Island Nature Reserve
Diamond Island Nature Reserve är ett naturreservat i Australien.   Det ligger i regionen Glamorgan/Spring Bay och delstaten Tasmanien, i den sydöstra delen av landet, 700 km söder om huvudstaden Canberra. Diamond Island Nature Reserve ligger på ön Diamond Island.